# Pierre Perrin
Pierre Perrin (Lione, 1620 – Parigi, 1675) è stato un librettista francese.
Nel 1661 fece rappresentare la Pastorale d'Issy di Robert Cambert e nel 1669, assieme a Cambert, fu membro fondatore dell'Académie Royale de Musique, trasformata nel 1672 in Académie royale de Musique et Danse con la direzione di Jean-Baptiste Lully.